# Tarsometatarso

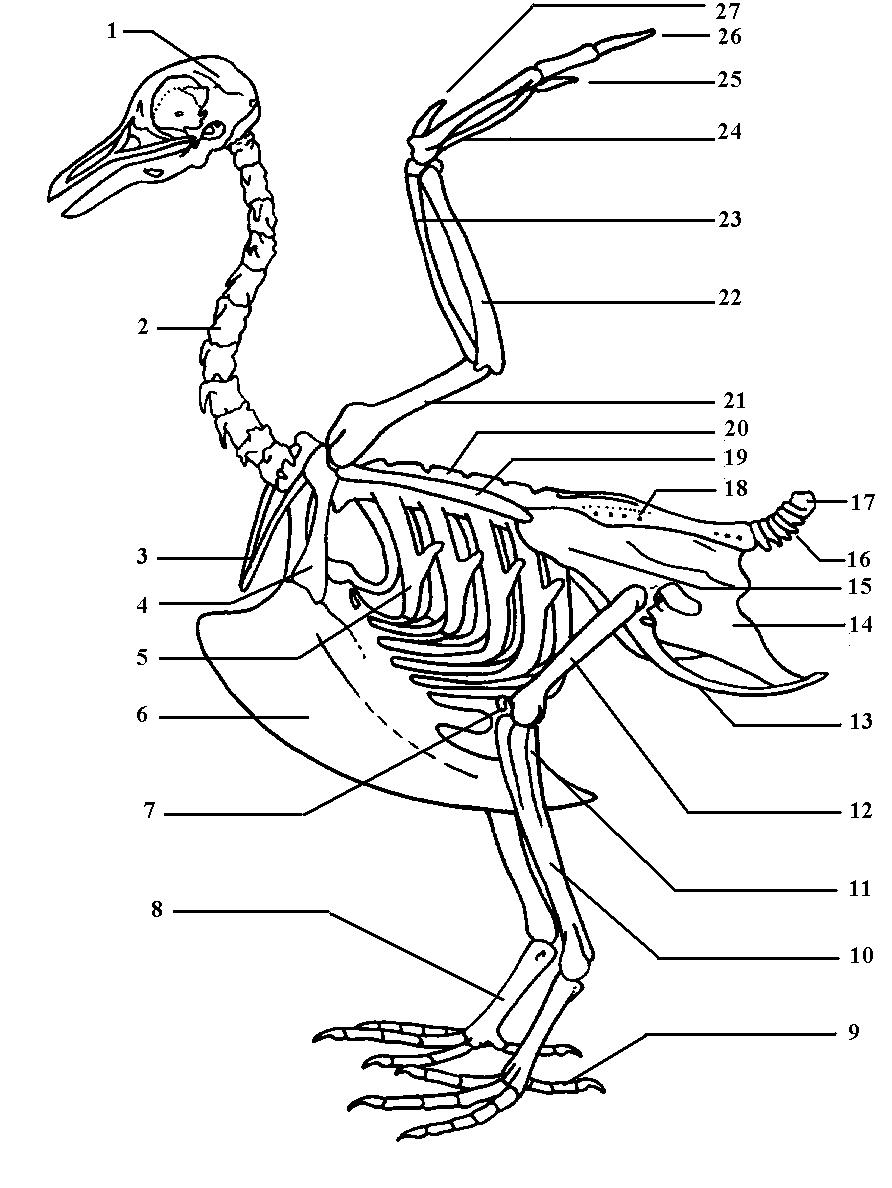
Esqueleto de pombo; número 8 indica o tarsometatarso direito

Em zoologia, chama-se tarsometatarso ao osso das patas (ou membros posteriores) das aves e de alguns dinossauros não-aviários. Este osso liga-se ao tibiotarso, na sua extremidade proximal e às falanges proximais dos dedos.

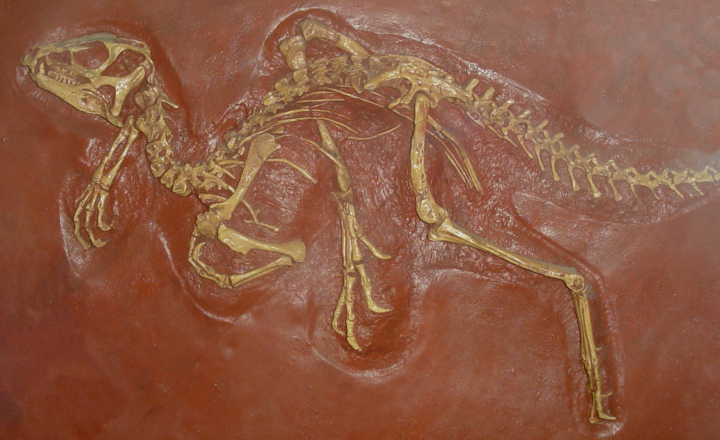
Molde de fóssil do Heterodontosaurus tucki. Tarsometatarso esquerdo é claramente visível.